# Cantonul Grenade
Cantonul Grenade este un canton din arondismentul Toulouse, departamentul Haute-Garonne, regiunea Midi-Pyrénées, Franța.

## Comune
- Aussonne
- Bretx
- Le Burgaud
- Daux
- Grenade (reședință)
- Larra
- Launac
- Menville
- Merville
- Montaigut-sur-Save
- Ondes
- Saint-Cézert
- Saint-Paul-sur-Save
- Seilh
- Thil